# Kamendaka rubrinervis
Kamendaka rubrinervis är en insektsart som beskrevs av Ronald Gordon Fennah 1950. Kamendaka rubrinervis ingår i släktet Kamendaka och familjen Derbidae. Inga underarter finns listade i Catalogue of Life.